# Los Tomasitos
Los Tomasitos (inglés: Thomasites) es el nombre asignado a un grupo de 500 maestros que envió el gobierno estadounidense a Filipinas para implantar su propio sistema educativo y de ese modo difundir su cultura. 
La mayoría de los profesores llegaron a Filipinas el 12 de agosto de 1901 a bordo del barco USS Thomas del que tomaron su nombre. Su objetivo era establecer un sistema educativo público de educación básica y al mismo tiempo formar profesores filipinos, utilizando el idioma inglés como medio de instrucción. Hasta ese momento la enseñanza se realizaba en español y desde 1863 existía un sistema educativo público y gratuito.
El grupo de maestros que viajó en el USS Thomas estaba formado por 365 hombres y 165 mujeres y partió del puerto de San Francisco el 23 de julio de 1901. Anteriormente habían partido dos grupos más reducidos y el barco realizó otro traslado en 1902. Los maestros que participaron en esta misión para el cambio de modelo educativo fueron 1.074 entre hombres y mujeres.
El currículo del sistema educativo incluía materias como inglés, agricultura, lectura, gramática, geografía, matemáticas, cursos generales, cursos de comercio, economía doméstica y tareas del hogar como coser, tejer y cocinar, fundamentos administrativos y de dibujo, así como deportes como béisbol , atletismo, tenis y baloncesto.
La tarea educativa supuso la construcción de nuevas escuelas y convirtió a Filipinas en un país con el predominio del idioma inglés. Tras realizar su trabajo educativo inicial un centenar de maestros decidieron quedarse a vivir en las islas.